# Jack Aeby
Jack W. Aeby (Mount Vernon (Misuri), 16 de agosto de 1923-Española (Nuevo México), 19 de junio de 2015) fue un físico mediambientalista estadounidense, conocido principalmente por sus fotos en color de las primeras detonaciones de la bomba nuclear el 16 de julio de 1945 en la pruebas nucleares de Trinity en Nuevo México.

## Biografía

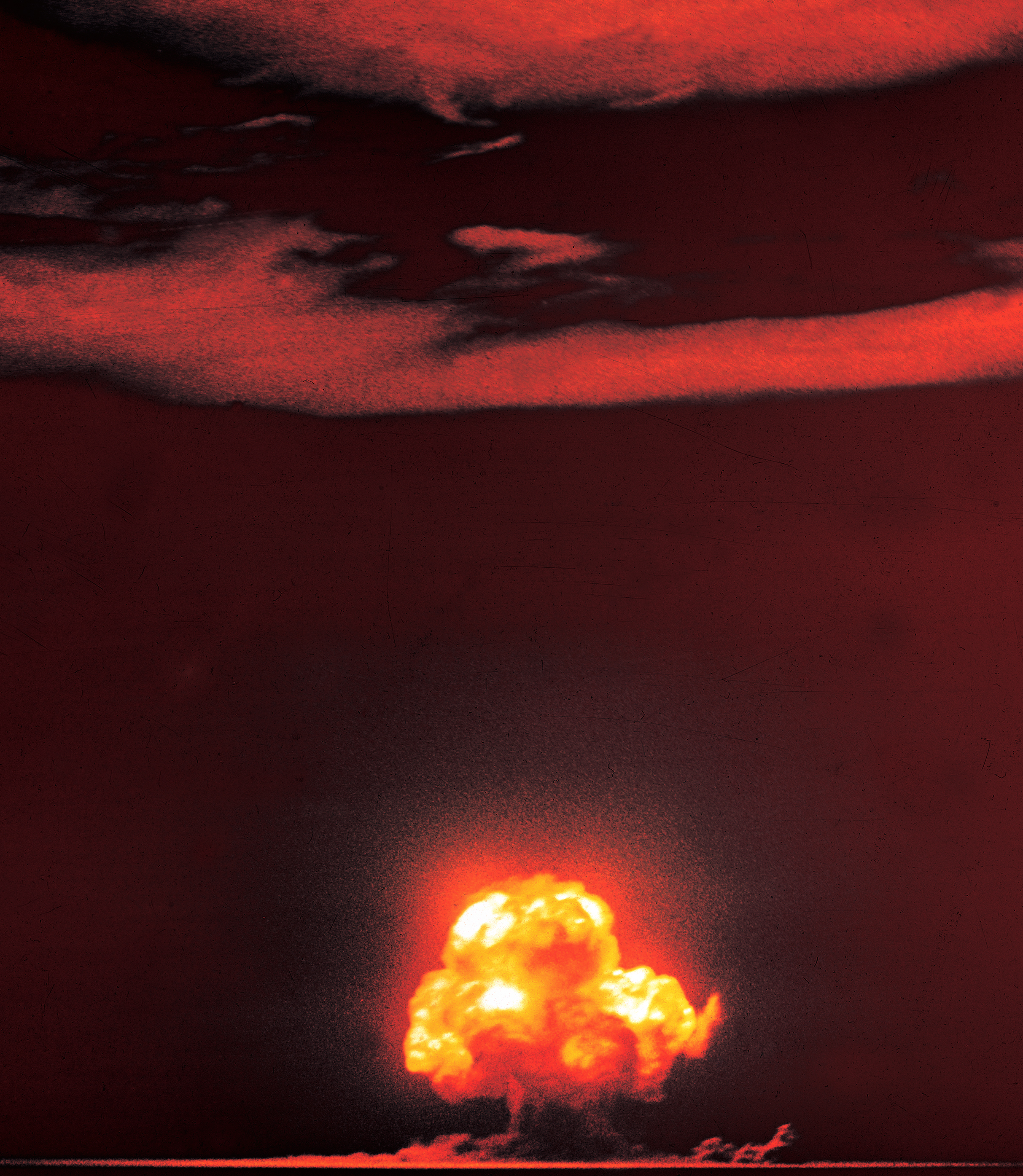
El área central de la fotografía a color de Aeby Anscochrome de las "pruebas nucleares de Trinity" explosión.

En 1942, Aeby se unió al Proyecto Manhattan llenando una solicitud de empleo en Albuquerque. Hizo muchos trabajos, incluyendo el transporte de científicos y equipos entre Albuquerque y Los Álamos. Aunque era civil, se abrió camino en el SED (Destacamento Especial de Ingeniería) en roles técnicos y finalmente fue testigo de casi 100 explosiones nucleares. Después de obtener su título en UC Berkeley después de la guerra, regresó, al Departamento de Física de la Salud.
El 16 de julio de 1945, Aeby tomó la única fotografía en color bien expuesto de la primera detonación de un arma nuclear en las pruebas nucleares de Trinity en Nuevo México.
Si bien se hicieron películas en color de la prueba de trinity, la mayoría estaban muy sobreexpuestas o dañadas debido a la tendencia de la bola de fuego a crear ampollas y solarizar la película. Aeby era un civil asignado al Grupo de Física 5 con  Emilio Segrè y Owen Chamberlain en el momento en que se tomó su instantánea. Esa foto fue tomada con una Perfex 33 de 35mm, utilizando una velocidad de obturación de 1/100 a f4 y película de stock de película en color Anscochrome.
Aeby no fue un observador oficial de las pruebas, pero fue invitado para tomar fotos informales de las pruebas, lo que había hecho comúnmente desde que llegó a Los Álamos. Afirmó que tomó las fotos de la explosión por capricho, "estaba allí, así que lo filmé.". Sacó la película, una pieza no estándar de la película Ansochrome, de la cámara esa noche en un laboratorio fotográfico local, y la trabajó a través del procedimiento de 21 pasos para el desarrollo de la película en color. Más tarde, la gerencia de Los Álamos le preguntó si podían mantener el negativo original "para su custodia". Desde entonces no se conoce el paradero de ese negativo.
Aeby dice que en la mayoría de los usos de la foto está invertido. Esto se hizo intencionalmente para que la bola de fuego asimétrica y la nube se vieran igual que otras fotos oficiales tomadas desde el norte. Aeby estaba en el sur en el campo base cuando tomó la foto.
Aeby es una fuente para una historia sobre una estimación notable hecha por Enrico Fermi en esa prueba:

Cuando la onda expansiva golpeó el campamento base, Aeby vio a Enrico Fermi con un puñado de papeles rasgados. "Lo estaba regateando en el aire. Cuando llegó la onda expansiva movió el confeti". Fermi acababa de estimar el rendimiento de la primera explosión nuclear en el equivalente a 10.000 toneladas de TNT. Las medidas posteriores pusieron el rendimiento casi el doble, en 18,6 kilotones. Y esta terrible nueva energía vino de una bola de plutonio que pesaba 13.6 libras..

## Bibliografóa
- Jeffrey, Ian (2014). The Photography Book (2nd edición). London: Phaidon Press. ISBN 9780714867380.
- Kelly, Cynthia C. (August 2003). «Jack Aeby's Interview». Voices of the Manhattan Project (Atomic Heritage Foundation). Consultado el 3 de agosto de 2016.
- Melnick, Aj (2006). They Changed the World: People of the Manhattan Project. Sunstone Press. pp. 14-15. ISBN 9780865345300.
- Siegel, Robert (15 de julio de 2005). «Photographing the Dawn of the Nuclear Age». All Things Considered (transcript). NPR. Consultado el 20 de marzo de 2015.
- «Trinity (color Photograph): Trinity Test Site (July 16, 1945)». The Manhattan Project: An Interactive History. U.S. Department of Energy- Office of History and Heritage Resources. Consultado el 20 de marzo de 2015.